# Pienet Karhusaaret
Pienet Karhusaaret är en ö i Finland. Den ligger i sjön Sumiainen och i kommunen Äänekoski i den ekonomiska regionen  Äänekoski ekonomiska region  och landskapet Mellersta Finland, i den centrala delen av landet, 280 km norr om huvudstaden Helsingfors. Öns största längd är 60 meter i nord-sydlig riktning. Notera att namnet antyder att det är fråga om flera öar.